# Hymedesmia hibernica
Hymedesmia hibernica är en svampdjursart som beskrevs av Stephens 1916. Hymedesmia hibernica ingår i släktet Hymedesmia och familjen Hymedesmiidae. Inga underarter finns listade i Catalogue of Life.